# Gitanopsis tortugae
Gitanopsis tortugae är en kräftdjursart som beskrevs av Robert Alan Shoemaker 1933. Gitanopsis tortugae ingår i släktet Gitanopsis och familjen Amphilochidae. Inga underarter finns listade i Catalogue of Life.